# Układnica
Układnica – urządzenie dźwigowe stosowane w magazynach do transportu i układania magazynowanych materiałów.
Układnice to środki transportu wewnętrznego, których konstrukcję nośną stanowią przejezdne słup lub rama, po której przemieszcza się wodzak wyposażony w układ mechaniczny, najczęściej wysuwane widły, umożliwiający składowanie jednostek ładunkowych w regałach lub ich pobieranie.
Ze względu na budowę rozróżnia się układnice:
- słupowe – urządzenia o konstrukcji nośnej w postaci przejezdnego słupa, po którym przemieszcza się wodzaki,
- ramowe – urządzenie o konstrukcji nośnej w postaci przejezdnej bramy, po której przemieszcza się wodzaki.

Układnice posiadają napęd elektryczny, natomiast sterowanie realizowane jest przez operatora z kabiny stanowiącej ustrój jednorodny z wodzakiem lub automatycznie przez system mikroprocesorowy. W praktyce występują układnice przystosowane do obsługi:
- tylko jednego korytarza międzyregałowego,
- więcej niż jednego korytarza międzyregałowego.